# Consorcio de Transportes de Asturias
El Consorcio de Transportes de Asturias (CTA) es un ente público dependiente del Gobierno del Principado de Asturias que tiene como objetivo coordinar y homogeneizar a las distintas modalidades de transporte público de Asturias. Fue creado en 2002 y, mediante acuerdos con las empresas de transporte por carretera y ferroviarias, logró crear un sistema tarifario único para toda la provincia, actualmente consistente en la plataforma CONECTA.Si bien estuvo inicialmente destinado al área central de Asturias, desde 2007 el CTA abarca a los 78 concejos de Asturias.

## Objetivos del CTA
El CTA se creó con la Ley 1/2002, de 11 de marzo de 2002, y entre sus objetivos se encuentra:
- Articular un sistema de transportes más eficiente.
- Apoyar la ordenación territorial.
- Minimizar los gastos globales del transporte, incluidos los costes externos.
- Reducir el uso de transporte privado en beneficio de la demanda de transporte colectivo.
- Contribuir a la mejora del medio ambiente y a un uso más racional y eficiente de las ya saturadas infraestructuras viarias del centro de Asturias.

El CTA tiene suscritos acuerdos con distintas operadores de viajes por carretera y ferrocarril para que los viajeros que dispongan de tarjetas de transporte del CTA se desplacen en los distintos autobuses urbanos, interurbanos o trenes a un mismo precio.

### Financiación
El Consorcio de Transportes de Asturias se financia gracias a las subvenciones del Gobierno del Principado de Asturias y de otras administraciones. En 2023 lo recaudado con la venta de sus títulos de transporte fue de 12 millones de euros, una cantidad insuficiente para compensar los 56 millones euros de gastos de explotación. En 2023 el CTA recibió 42 millones de euros en subvenciones para poder sostenerse económicamente, de los cuales cerca de 40 millones fueron subvención directa del Gobierno de Asturias.

## Tarjeta CONECTA

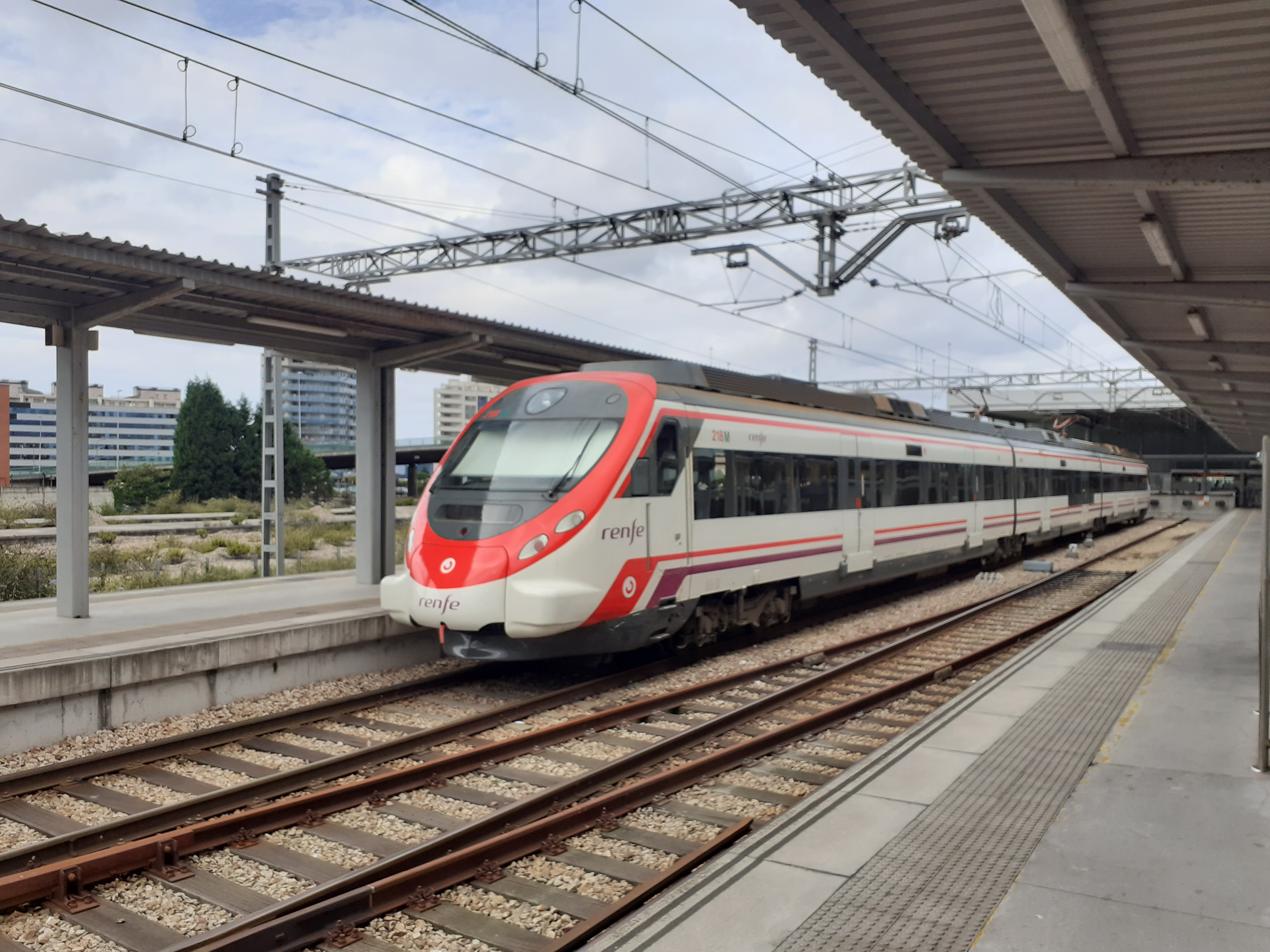
Todos los servicios de Cercanías Asturias están integrados en el sistema tarifario del CTA.

El Consorcio de Transportes de Asturias sólo ofrece un único método de pago en sus servicios de transporte: la tarjeta CONECTA. Esta tarjeta, unipersonal, inteligente, con un formato similar a una tarjeta de crédito, sirve para realizar viajes en cualquier línea de transporte público de viajeros por carretera o ferrocarril, siempre que éstos tengan origen y destino en localidades del Principado de Asturias.
Consiste en una tarjeta monedero que descuenta dinero con base en las zonas que la persona vaya a atravesar. Tiene la peculiaridad de presentar un tope de gasto de 30€ al mes. Es decir, según el usuario alcanza los 30€ de gasto el resto de viajes que haga en ese mes le serán gratuitos.La solicitud y gestiones (como la recarga) de la tarjeta se hace principalmente mediante una aplicación para teléfonos móviles.
Este servicio entró en servicio el 1 de septiembre de 2022 como Abono CONECTA, una tarifa plana de 30€ mensuales. El 9 de mayo de 2023 el abono CONECTA fue sustituido por la tarjeta CONECTA, con la diferencia de no ser ya una tarifa plana de 30€, sino una tarjeta monedero con tope de gasto.
La CONECTA supuso el abandono de los históricos abonos de transporte, que dejaron de tener vigor a partir del 1 de septiembre de 2024.En aquél momento más del 20% de la población asturiana ya contaba con la tarjeta CONECTA.Antes de la irrupción de CONECTA el sistema de pago del CTA estaba basado en un conjunto de varios abonos, como el Bono10, que permitía comprar 10 viajes en una zona concreta.

### Tarifas por zona atravesada
La tarjeta CONECTA descuenta dinero según el número de zonas que se vaya a atravesar:
| N.º zonas | Coste            |
| --------- | ---------------- |
| 1         | 0,45 euros/viaje |
| 2         | 0,72 euros/viaje |
| 3         | 1,05 euros/viaje |
| 4         | 1,40 euros/viaje |
| 5         | 2,03 euros/viaje |
| 6         | 2,70 euros/viaje |
| 7         | 3,37 euros/viaje |
| 8         | 4,34 euros/viaje |

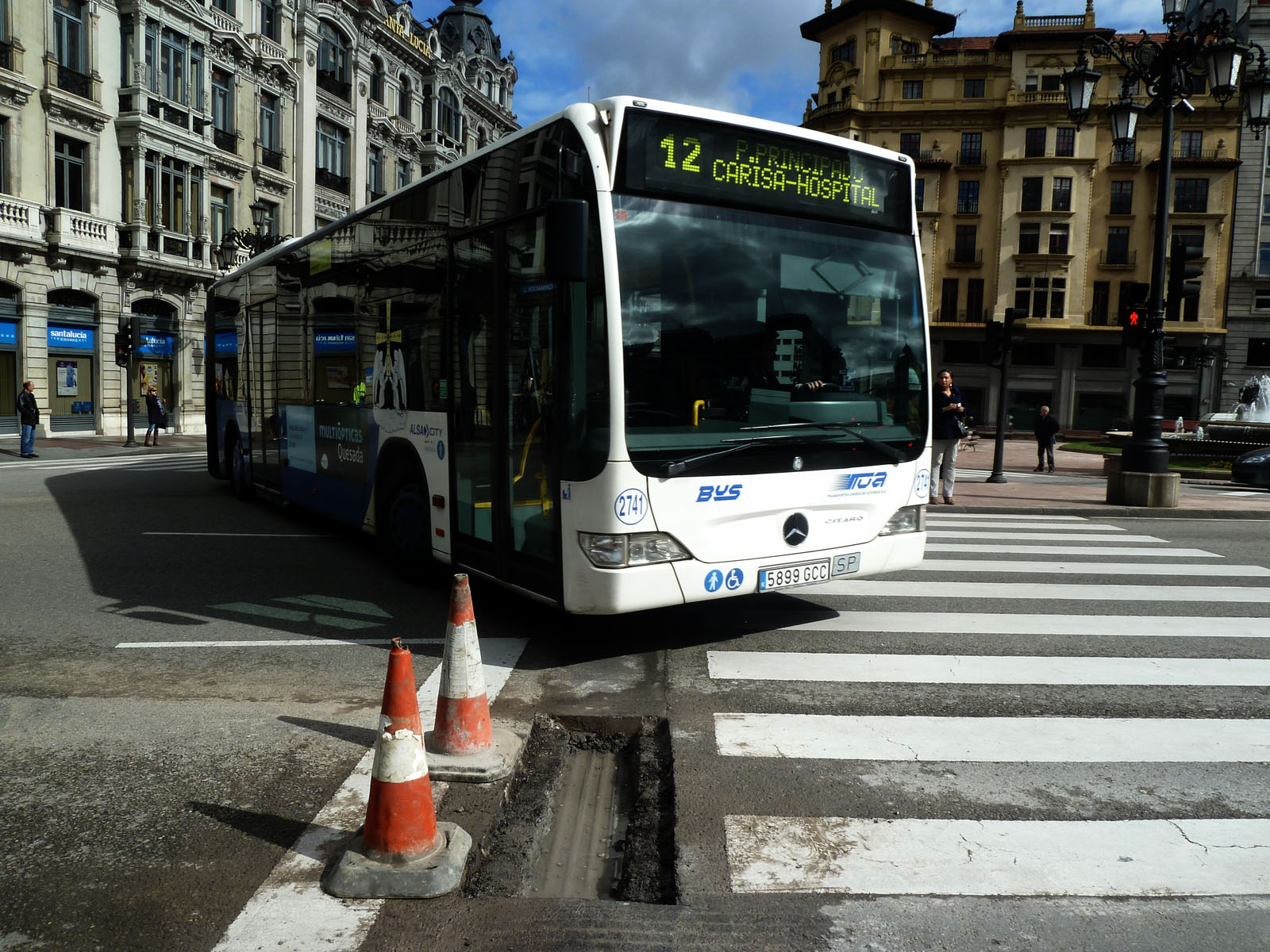
Autobús TUA en Oviedo. El único sistema tarifario admitido en estos autobuses urbanos desde 2014 es la tarjeta CONECTA.

Una vez que el usuario ha alcanzado el tope de gasto de 30€ al mes el resto de viajes que haga le serán gratuitos, con independencia de las zonas que atraviese.

## Administraciones públicas que participan en el CTA
| - Principado de Asturias - Ayuntamiento de Avilés - Ayuntamiento de Aller - Ayuntamiento de Cabranes - Ayuntamiento de Caso - Ayuntamiento de Corvera de Asturias - Ayuntamiento de El Franco - Ayuntamiento de Gijón | - Ayuntamiento de Gozón - Ayuntamiento de Grado - Ayuntamiento de Langreo - Ayuntamiento de Laviana - Ayuntamiento de Mieres - Ayuntamiento de Oviedo - Ayuntamiento de San Martín del Rey Aurelio - Ayuntamiento de Siero - Ayuntamiento de Sobrescobio |

## Municipio y zona a la que pertenece
| - Allande (21) - Aller (5) - Amieva (27) - Avilés (2) - Belmonte de Miranda (15) - Bimenes (10) - Boal (22) - Cabrales (29) - Cabranes (13) - Candamo (1) - Cangas de Onís (26) - Cangas del Narcea (19) - Caravia (25) - Carreño (3) - Caso (16) - Castrillón (2) - Castropol (23) - Coaña (22) - Colunga (25) - Corvera de Asturias (2) - Cudillero (1) - Degaña (20) - Franco, El (22) - Gijón (3) - Gozón (2) - Grado (7) - Grandas de Salime (21) | - Ibias (20) - Illano (22) - Illas (2) - Langreo (10) - Laviana (10) - Lena (6) - Llanera (8) - Llanes (28) - Mieres (11) - Morcín (11) - Muros de Nalón (1) - Nava (4) - Navia (22) - Noreña (9) - Onís (29) - Oviedo (12) - Parres (26) - Peñamellera Alta (30) - Peñamellera Baja (30) - Pesoz (21) - Piloña (4) - Ponga (27) - Pravia (1) - Proaza (7) - Quirós (14) - Regueras, Las (8) | - Ribadedeva (30) - Ribadesella (25) - Ribera de Arriba (12) - Riosa (11) - Salas (15) - San Martín de Oscos (24) - San Martín del Rey Aurelio (10) - San Tirso (24) - Santa Eulalia de Oscos (24) - Santo Adriano (12) - Sariego (13) - Siero (9) - Sobrescobio (16) - Somiedo (14) - Soto del Barco (1) - Tapia de Casariego (23) - Taramundi (24) - Teverga (14) - Tineo (18) - Valdés (17) - Vegadeo (24) - Villanueva de Oscos (24) - Villaviciosa (13) - Villayón (22) - Yernes y Tameza (7) |